# Elaphria hemipolia
Elaphria hemipolia är en fjärilsart som beskrevs av Druce 1908. Elaphria hemipolia ingår i släktet Elaphria och familjen nattflyn. Inga underarter finns listade i Catalogue of Life.